# Целующиеся кузены
«Целующиеся кузены» (англ. Kissin' Cousins) — музыкальный фильм 1964 года с участием Элвиса Пресли, Артура О’Коннелл и Гленды Фаррелл. Премьера фильма состоялась 6 марта 1964 года.

## Сюжет
Американский военнослужащий Джош Морган (Пресли) отправляется к своим дальним родственникам Татумам по приказу начальства. Он должен убедить семейство Татумов продать их землю, на которой согласно армейским планам должен быть построен ракетный комплекс. Оказавшись на месте, Джош неожиданно сталкивается со своим двойником, который оказывается одним из членов семейства Татумов и полностью похожим на него.

## В ролях
- Элвис Пресли — Джош Морган/Джоти Татум
- Артур О’Коннелл — Паппи Татум
- Гленда Фаррелл — Ма Татум
- Джек Альбертсон — Капитан Роберт Джейсон Салбо
- Памела Остин — Селена Татум
- Синтия Пеппер — Капитан Мидж Райли
- Ивонн Крэйг — Азали Татум
- Дональд Вудс — Элвин Донфорд
- Томми Фаррелл — Сержант Уилльям Джордж Бейли
- Беверли Пауэрс — Труди

## Саундтрек
Саундтрек к фильму записан в октябре 1963 года на студии «RCA Records» в Нашвилле, штат Теннесси. Музыкальный альбом с одноимённым названием был выпущен в апреле 1964 года после премьеры фильма.

### Список композиций
Сторона 1
1. «Kissin' Cousins (Nº 2)» (Берни Баум, Билл Гиант, Флоренс Кэй)
2. «Smokey Mountain Boy» (Л. Розенблатт, Виктор Миллороуз)
3. «There’s Gold in the Mountains» (Берни Баум, Билл Гиант, Флоренс Кэй)
4. «One Boy Two Little Girls» (Берни Баум, Билл Гиант, Флоренс Кэй)
5. «Catchin' on Fast» (Берни Баум, Билл Гиант, Флоренс Кэй)
6. «Tender Feeling» (Берни Баум, Билл Гиант, Флоренс Кэй)

Сторона 2
1. «Anyone (Could Fall in Love with You)» (Бенни Бенджамин, Лучи де Джисас, Сол Маркус)
2. «Barefoot Ballad» (Долорес Фуллер, Ларри Моррис)
3. «Once Is Enough» (Рой С. Беннетт, Сид Теппер)
4. «Kissin' Cousins (Nº 1)» (Фред Вайз, Рэнди Старр)
5. «Echoes of Love» (Боб Робертс, Рут Бахелор)
6. «Long Lonely Highway» (Док Помус, Морт Шуман)

### Состав музыкантов
- Элвис Пресли — вокал
- The Jordanaires — бэк-вокалы
- Милли Киркхам — бэк-вокалы
- Скотти Мур, Грэди Мартин, Джерри Кеннеди, Гарольд Брэдли — гитара
- Боб Мур — бас-гитара
- Флойд Крамер — фортепиано
- Бутс Рэндольф, Bill Justis — саксофон
- Доминик Фонтана, Бадди Харман — барабаны

## Интересные факты
- В «Целующихся кузенах» Элвис исполнял две роли — людей, похожих как две капли воды и различимых только по цвету волос. Его дублёром выступил Лэнс Ле Гот, лицо которого можно заметить в одном кадре благодаря халатности оператора.[2]
- Съёмки фильма были закончены в рекордные сроки — за семнадцать дней. Издержки производства составили $1,3 миллиона.[3]
- Ивонн Крэйг, сыгравшая в одном из эпизодов фильма также снялась в более ранней киноленте с участием Элвиса Пресли, сыграв Дороти Джонсон в фильме «Это случилось на всемирной выставке».[3]

## Даты премьер
Даты приведены в соответствии с данными kinopoisk.ru.
- США — 6 марта 1964
- Финляндия — 11 сентября 1964
- Швеция — 26 сентября 1964
- Дания — 26 декабря 1964
- Германия — 1 октября 1965

## Рецензии наDVD
- Рецензия Стюарта Галбрейта IV на сайте DVD Talk, 8 августа, 2007. (англ.)